# Plougoulm
Plougoulm é uma comuna francesa na região administrativa da Bretanha, no departamento Finisterra. Estende-se por uma área de 18,4 km². Em 2010 a comuna tinha 1 806 habitantes (densidade: 98,2 hab./km²).